# Actinioidea
Super-famille
Les Actinioidea constituent une super-famille d'anémones de mer, de l'ordre des Actiniaria.

## Liste des familles
Selon World Register of Marine Species (21 juillet 2023) :
- famille Actiniidae Haddon, 1898
- famille Actinodendridae Haddon, 1898
- famille Aurelianidae Andres, 1883
- famille Capneidae Gosse, 1860
- famille Condylanthidae Stephenson, 1922
- famille Haloclavidae Verrill, 1899
- famille Homostichanthidae
- famille Iosactinidae Riemann-Zürneck, 1997
- famille Limnactiniidae Carlgren, 1921
- famille Liponematidae Hertwig, 1882
- famille Minyadidae Milne Edwards, 1857
- famille Oractiidae Riemann-Zürneck, 2000
- famille Phymanthidae Andres, 1883
- famille Preactiniidae England in England & Robson, 1984
- famille Ptychodactinidae Appellöf, 1893
- famille Stichodactylidae Andres, 1883
- famille Stoichactidae Carlgren, 1900
- famille Thalassianthidae Milne Edwards, 1857

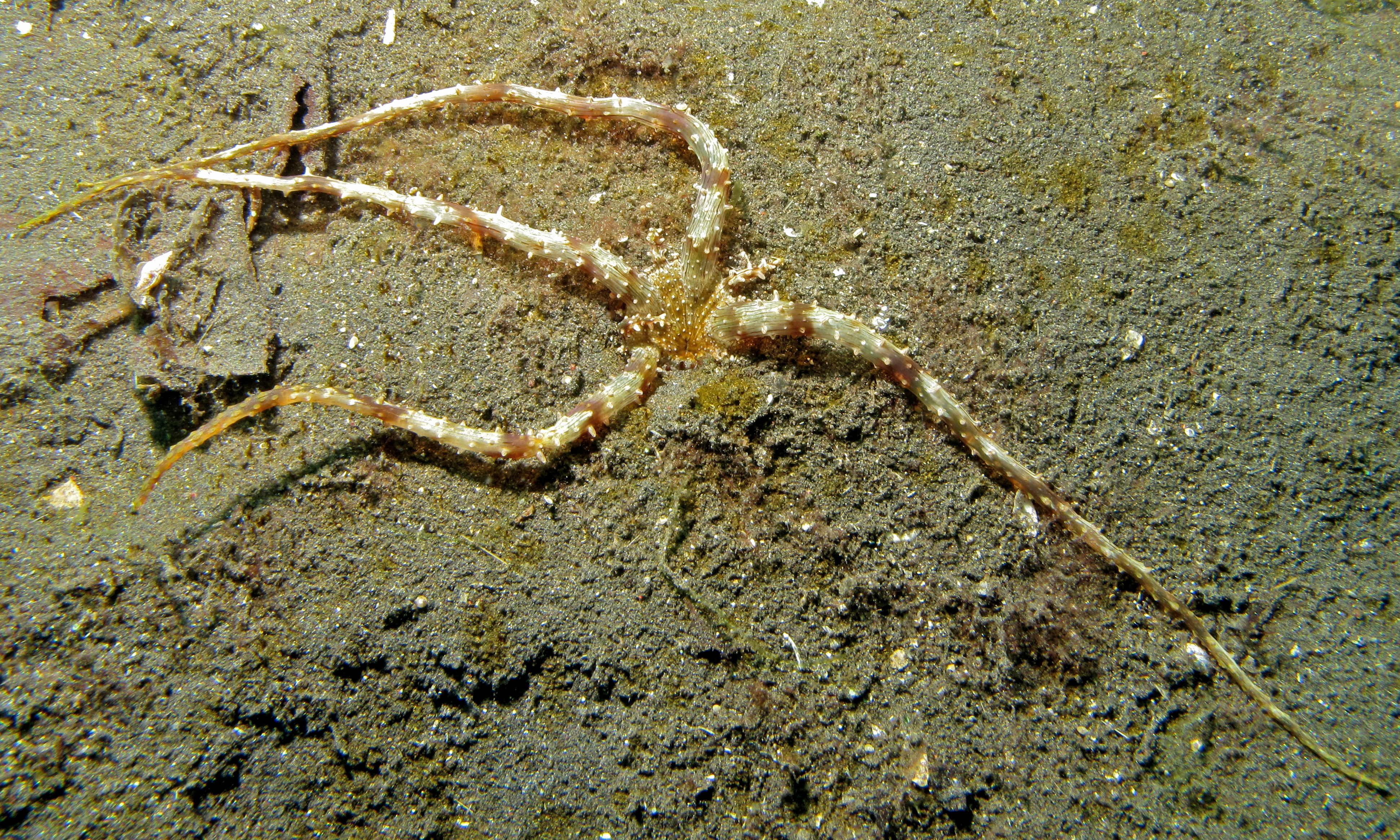
Actinostephanus haeckeli, une Actinodendronidae
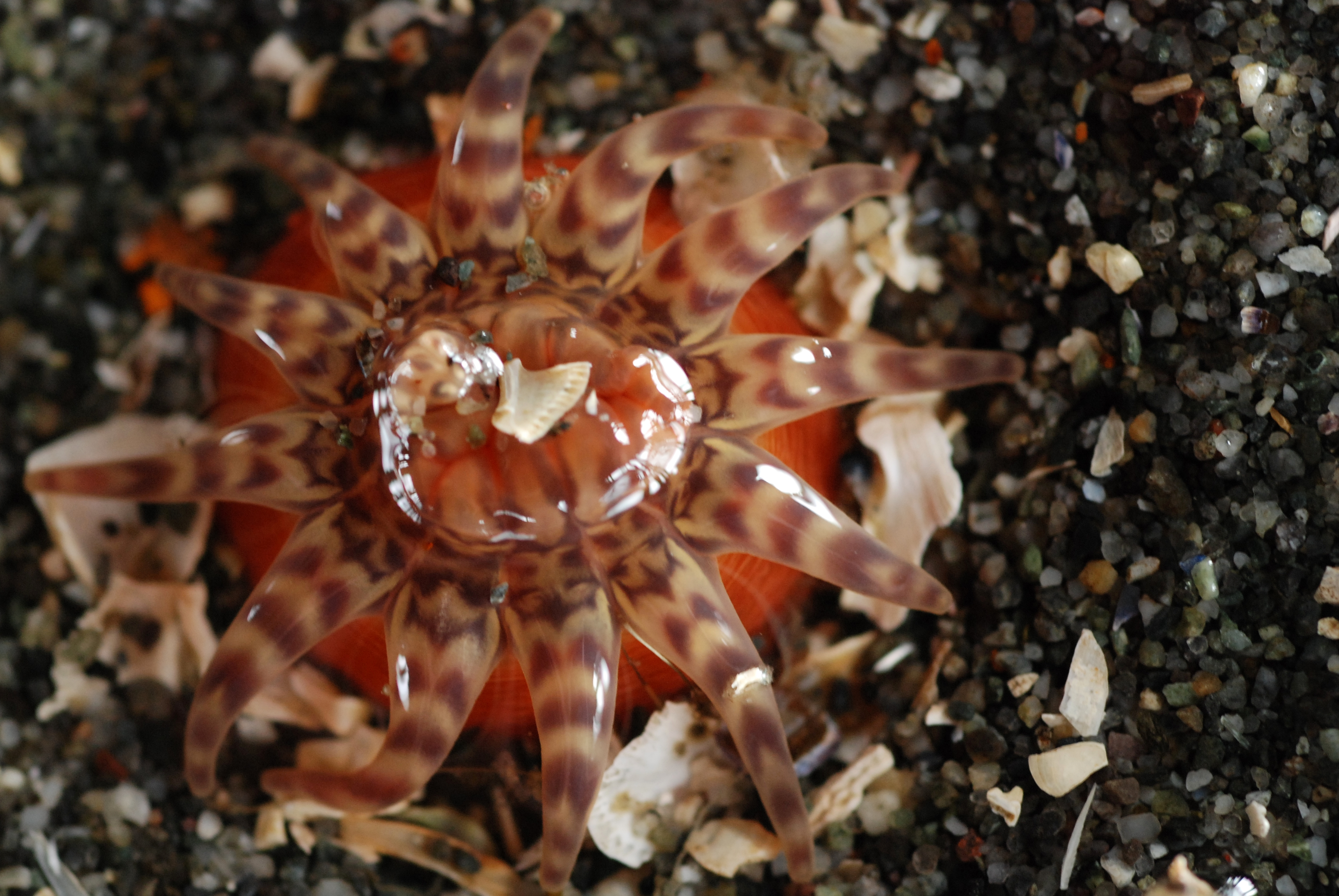
Peachia quinquecapitata, une Haloclavidae
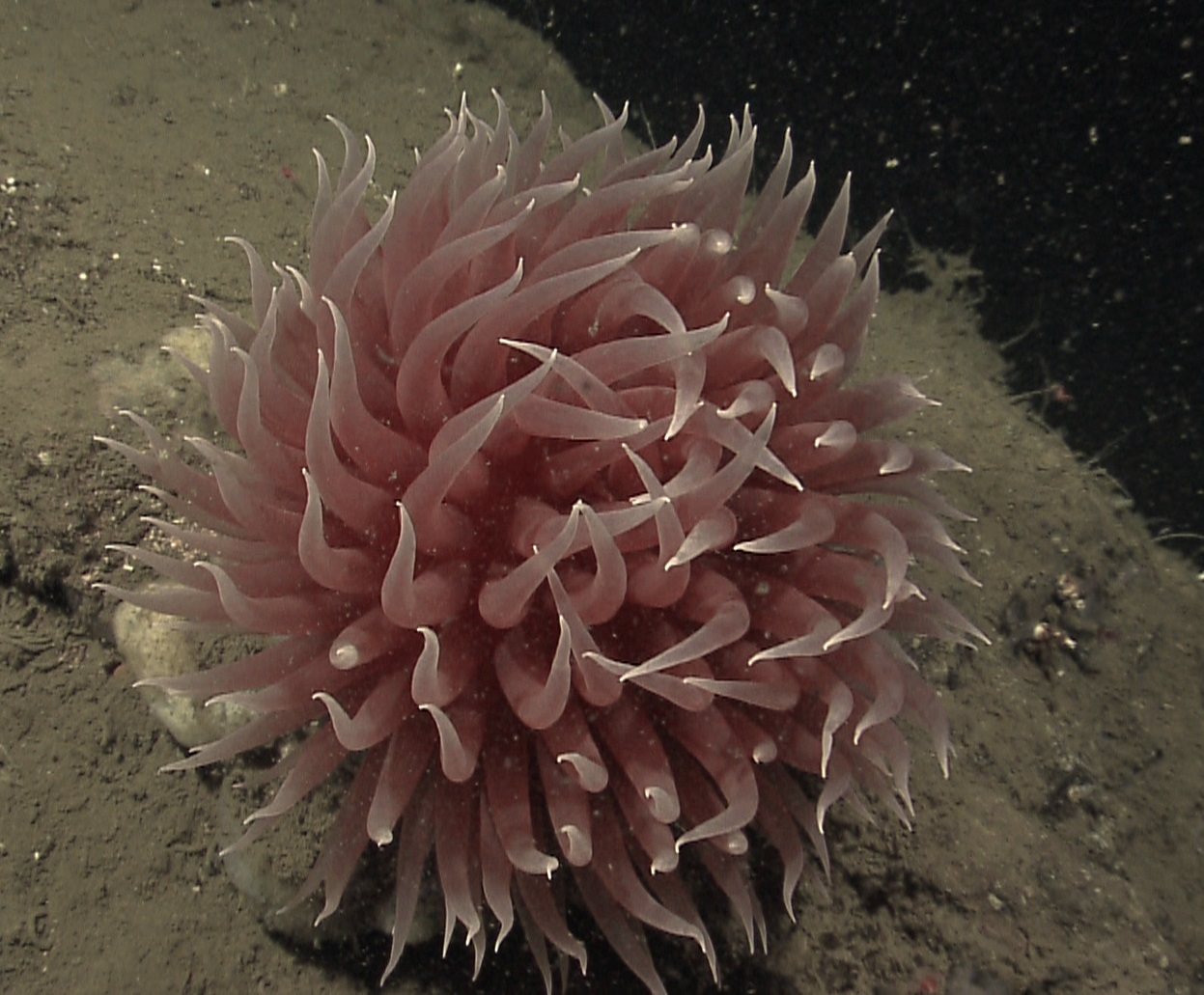
Liponema brevicorne, une Liponematidae
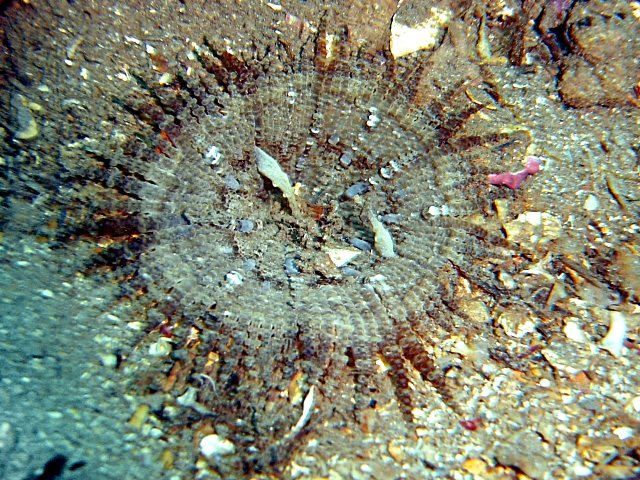
Phymanthus pulcher, une Phymanthidae
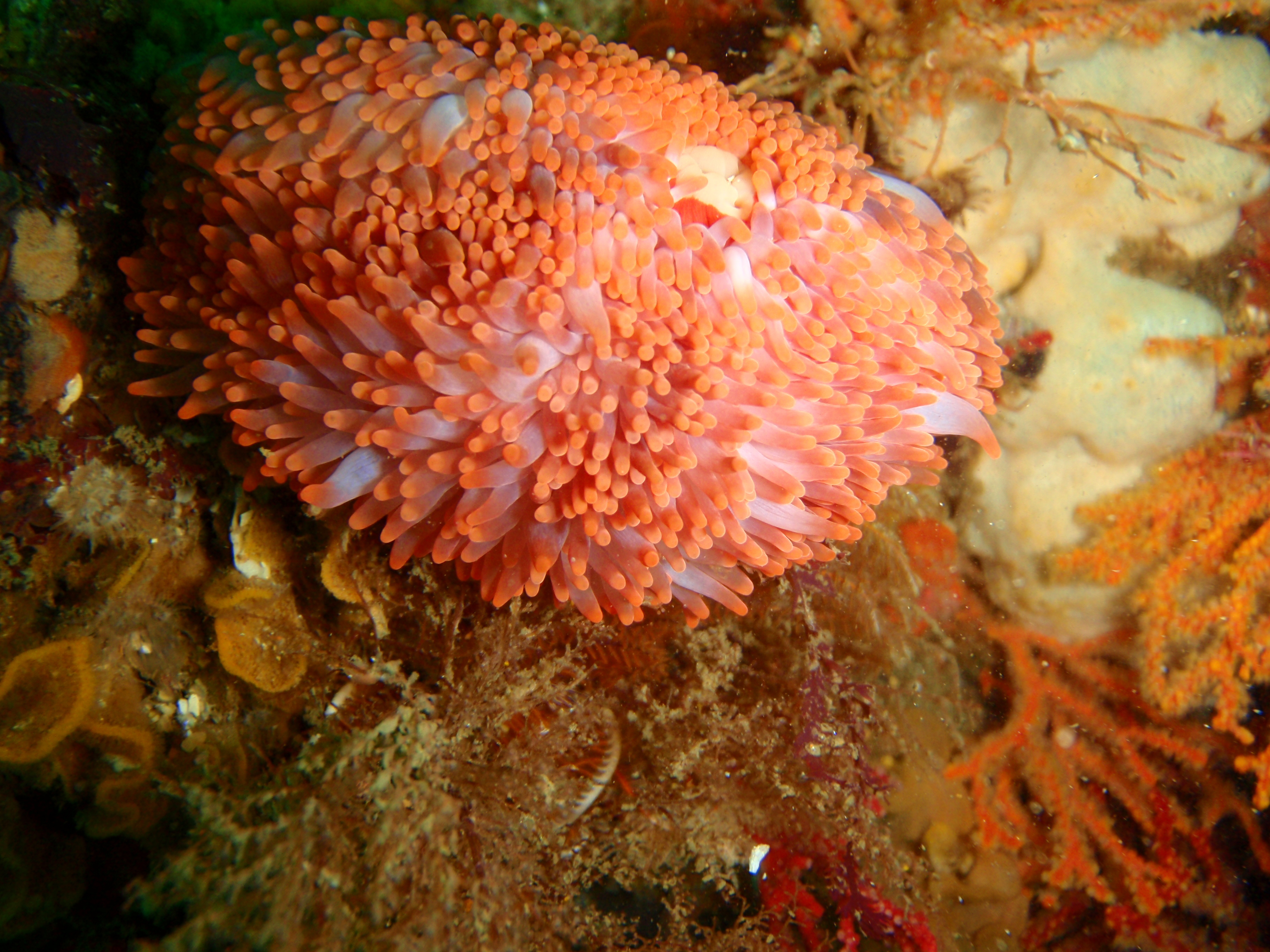
Preactis millardae, une Preactiidae
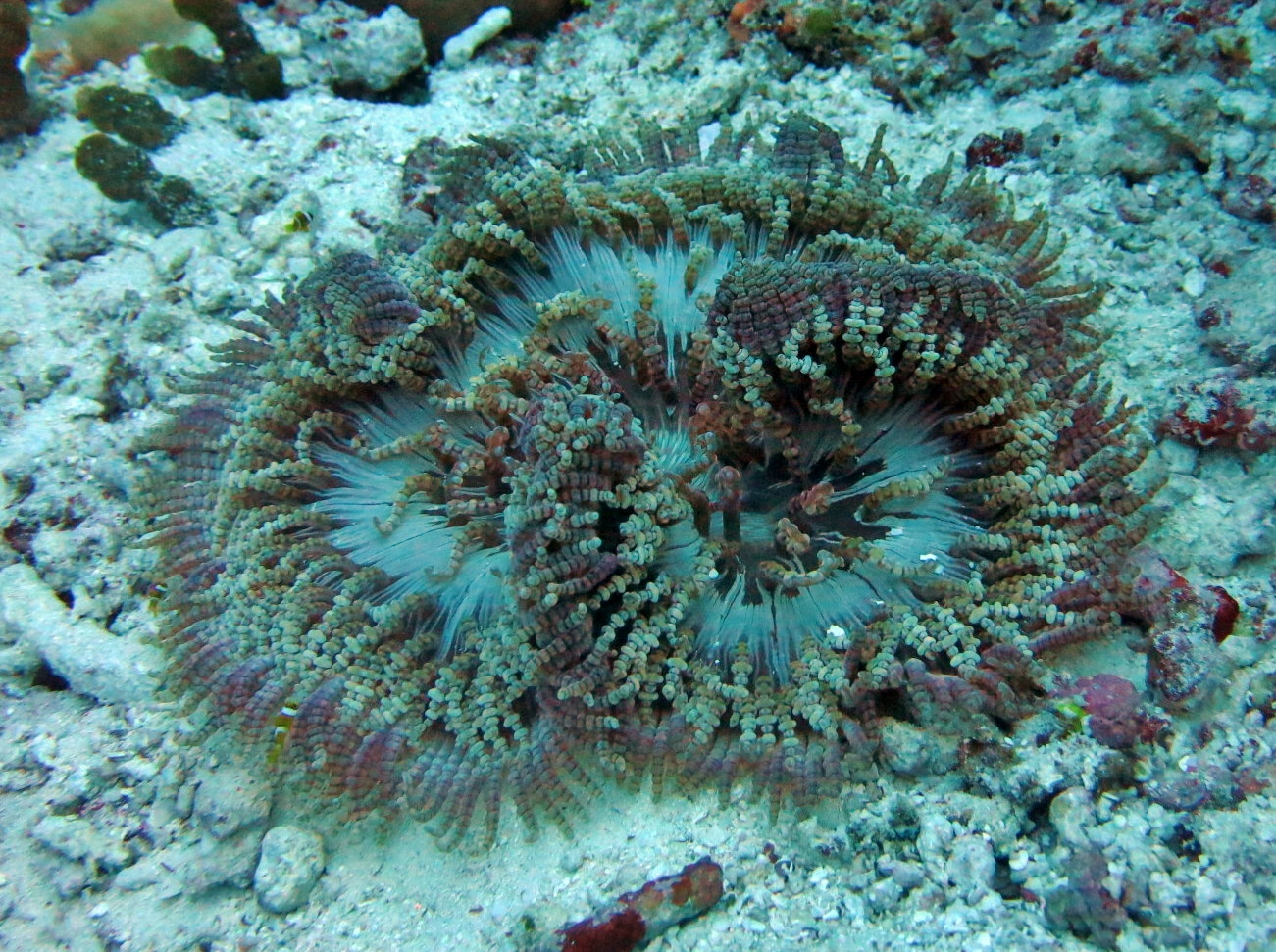
Heteractis aurora, une Stichodactylidae
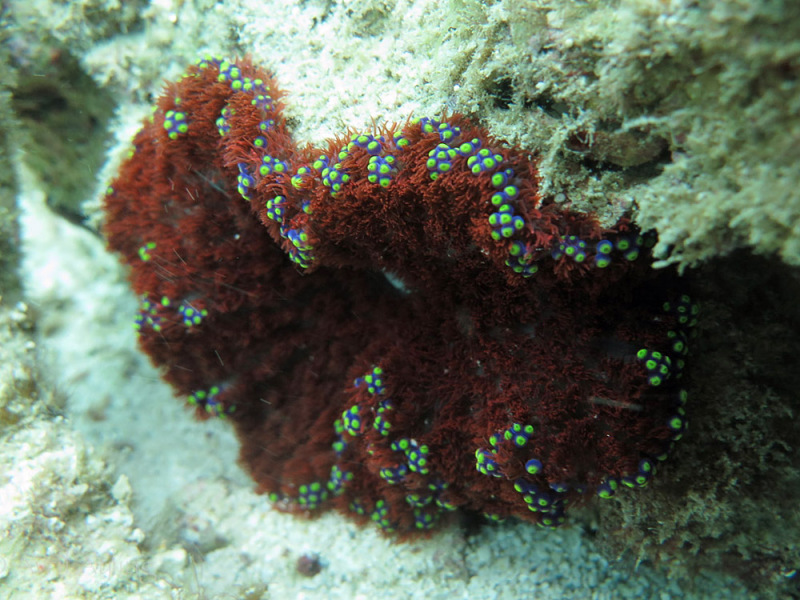
Thalassianthus aster, une Thalassianthidae